# Ruse
 Denne artikel omhandler fiskeredskaber. Opslagsordet har også en anden betydning, se Ruse (by).
Ruser er netfælder, som anvendes til fiskeri.
De er fremstillet af maskesyet garn, som spændes ud i vandet. Maskestørrelsen er afgørende for fangsten, idet fisk, hvis kropsomfang er mindre end maskestørrelsen, kan passere gennem garnet og derfor ikke bliver fanget. Garnet sys som oftest i nylon, der er mere holdbart end den bomuld, som anvendtes tidligere. Garnmassen produceres industrielt på fabrikker, mens redskaberne ofte tilvirkes på et vodbinderi. Slutteligt tilpasses de eventuelt af fiskeren manuelt under hensyntagen til vanddybden og de særlige strøm og bundforhold, hvor de skal anvendes. Enkelte fiskere syer selv deres ruser af den rå garnmasse og udstyrer dem med bøjler, flåd og lodder. Dette arbejde udføres typisk som vinterarbejde, uden for fangstsæsonen.
I Danmark er kasteruser almindelige fangstredskaber i det kystnære fiskeri. Især for fritidsfiskere, men også erhvervsfiskere benytter sig af dem i ferskvandsfiskeriet og i de indre danske farvande. Kasteruserne sættes i sammenhængende sæt på bunden, tynget ned af eksempelvis blylodder eller cementsten og markeret i hver ende af sættet med bøjer. Ruserne er forbundet af netvægge (de såkaldt rader), som fisken møder. Fisken følger raden og ledes ind i selve rusen, som er en aflang garnpose. Indvendig er denne pose forsynet med nettragte (kaldet kalve), som så leder fisken ind i netposens ende. Det er her, fiskeren henter fangsten, når han røgter rusen. Den aflange netpose er spændt ud af såkaldte bøjler, som den er syet fast til. Disse er ringe af plastic, metal eller bambus. Yderst mod raden er bøjlerne størst i diameter, siden bliver de gradvis mindre frem mod rusens ende. Kalvene er fastgjort til og spændt ud fra bøjlerne. I en kasteruse vil den største af bøjlerne typisk have en diameter på maksimalt 70 centimeter, den mindste måske mindre end det halve.
Systemet med kalve er sådan indrettet, at fisken ubesværet kan svømme ind gennem tragtens brede munding, men kun meget vanskeligt kan ramme den smalle ende og svømme tilbage ud gennem kalven, og da de fleste ruser er indrettet med adskillige, stadigt mindre, kalve frem mod rusens ende (netposen eller 'snippen'), er det i praksis umuligt for fisken at komme ud, når først den er svømmet helt ind.
Bundgarn og narreværk er også altid monteret med en (eller flere) ruse(r) i enden. De har blot et større system af fangarme, som leder fisken frem til rusen. Selve rusen er også større i bundgarn. Her kan de største bøjler have en diameter på op mod halvanden meter.